# Église Saint-Amans de Cadayrac
L'église Saint-Amans de Cadayrac est une église française située à Salles-la-Source, dans le département de l'Aveyron en région Occitanie.
Elle fait l'objet d'une protection au titre des monuments historiques depuis 2004.

## Localisation
L'église est située sur la commune de Salles-la-Source, au lieu-dit Cadayrac, dans le département français de l'Aveyron.

## Historique
L'édifice est inscrit au titre des monuments historiques le 27 mai 2004.